# What Are You Going to Do with Your Life?
What Are You Going to Do with Your Life? è l'ottavo album discografico in studio del gruppo musicale rock britannico Echo & the Bunnymen, pubblicato nel 1999.

## Tracce
Tutti i brani sono stati scritti da Ian McCulloch e Will Sergeant.
1. What Are You Going to Do with Your Life? – 5:11
2. Rust – 5:09
3. Get in the Car – 4:21
4. Baby Rain – 4:17
5. History Chimes – 3:25
6. Lost on You – 4:50
7. Morning Sun – 4:12
8. When It All Blows Over – 2:57
9. Fools Like Us – 4:02